# SUPER BELL"Z
SUPER BELL"Z（スーパー ベルズ）は、日本の音楽ユニット。DJの野月貴弘を中心とするテクノユニットである。

## 概要
ミュージシャンとしてテクノ等を織り交ぜた社会風刺楽曲を制作していた。その一環として、鉄道の車内放送を音楽に取り入れることを思いつきテクノポップに乗せたパロディ音楽を製作し、「車掌DJ」あるいは「モーターマン」と称する楽曲群で知られている。1999年のデビュー以来UP STREAM（東芝EMI）に所属していたが、2005年に独立。2006年にそれまでのメンバー制を廃止し、野月その他によるフリーメンバー制が採用された（後述）。
デビューシングル「MOTER MAN（秋葉原〜南浦和）」がヒットし、以来「MOTO(e)R MAN」シリーズを多数手がけている（(e)：正確にはOの中にeを書く。以下同じ）。その中でも、「MOTOR MAN SOTETSU!!」はTVKテレビ「YOKOHAMAちけってぃ」のオープニングテーマ、「MOT(e)R MANでGO!」はタイトー社製鉄道ゲーム「電車でGO! FINAL」のエンディングテーマとして使用された。他にも、あらゆるネタソング満載の「スーパーベルズファン」（航空機における客室乗務員のアナウンスを基にした「エア・クルウ」などを収録）や、F1実況ネタの「Formula Man」もリリース。また、狩人「あずさ2号」へのアンサーソングとして「かいじ101号」「しなの3号」なども製作した。
公式ファンクラブは「若獅子会」。最近では、音楽交流サイトJammyにて未発表曲や新曲の発表を行っている。またワンマンライブや各種鉄道イベントへの出演を中心に活動を続けている。

## メンバー
2006年1月より行動の幅を広げるため、メンバー合意のもと今までのメンバー制を廃止。基本的に車掌DJ野月が筆頭で、ライブのスタイル（「MOTER MAN SIDE」または「OUTサイドサイドクダマSIDE」）に合わせてメンバーを選択する。
楽曲の性格上、メンバー全員が鉄道マニアと誤解されることもあるが、実際「鉄道が趣味」と公言しているのは野月1人だけである。
フリーメンバーの詳細は下記「Member Project of SUPER BELL"Z」を参照。

### SUPER BELL"Z
野月 貴弘（のづき たかひろ）
1972年5月22日生、北海道帯広市出身、札幌市育ち。血液型O型。車掌DJ（「MOTOR MAN 京浜急行VVVF」ではDJ運転士担当）、ボーカル、作詞・作曲担当。大卒。当然のごとく鉄道マニアだが、趣味は他にもガンプラや車など広範囲。岸田繁（くるり）と対談を行っており、後に両者とも京浜急行電鉄2100形のドレミファインバーターを題材とした曲（野月：「MOTOR MAN 京浜急行VVVF」　岸田：「赤い電車」）を発表した。また、ドラマ『特急田中3号』に南田裕介と共に脇役で出演し、「CAFÉ & BAR STATION」に設置してあるカラオケで「MOTOR MAN 京浜急行VVVF」と「オレは西武特急レッドアロー」を熱唱した（本人曰く、「オレは西武特急レッドアロー」はライブでも2007年の年末ライブでしか歌ったことが無い。また、当初は「MOTOR MAN 中華特急みなとみらい」を熱唱する予定だったと言う）。アニメでは『鉄子の旅』に駅員役で出演し駅のアナウンスをしたほか、番組主題歌、鉄音なども担当したほか、『ミラクル☆トレイン〜大江戸線へようこそ〜』では指導運転手（スタッフ）としても参加している。また、JR西日本683系電車のサウンドプラレールの車掌も担当した。鉄道模型にも造詣が深く、その腕前はかなりの物。本人曰く約2000両所有しているとのこと。NHK　BSの情報バラエティ番組『熱中時間』の熱中ドキュメントコーナーでは当時未発売の名鉄2000系を自作していたが、中部国際空港と伊勢湾まで自作・増設（背景を書いたのは少覚）したのでただでさえ鉄道模型だらけの部屋が更に狭くなっていた。2018年現在は『鉄道ファン』誌の記事執筆（主に乗車レポート）も担当している。

### Member Project of SUPER BELL"Z
土屋 基（つちや もとい）
1972年6月3日生、北海道札幌市東区苗穂出身。保線DJ担当（実際に保線作業の経験がある）。デザイン系の専門学校卒。アマチュア時代の初代ギタリストであり、中島啓貴（ナカジー）との入れ替わりで脱退したが、マネージャーを経て復帰。鉄道マニアではない（非鉄）が、野月と共に作詞を担当していることが多く、ネタの「枝葉をつけていく才能は抜群」（野月談）である。車掌の声を楽器に置き換えるという「MOTER MAN」のネタも、発案者は野月ではなく土屋だった。近年は野月の影響で鉄道知識が増え始め、2006年夏の名古屋イベントの帰りには乗り鉄デビューを果たしている。神社仏閣マニアとしても有名で、本人曰く霊感があるらしい。また、ヘビースモーカーでもある。苦手な食べ物はネギ。
2012年現在、鉄本インフォメーションを中心に鉄音アワーに出ている。同番組では非鉄である立場から、鉄に関する質問を野月にしたり、ボケ質問やツッコミを行うことが多い。例えば出身地に近い苗穂工場に所属するキハ183系気動車に『乗ったことない』と野月相手に発言している。
宮田 千春（みやた ちはる）
埼玉県熊谷市出身。女性ボーカル/おばちゃん担当。一度脱退しているが復帰。大食い。女土屋の異名を持つ。主に「MOTER MAN SIDE」に出演。『鉄音アワー』では「宮田千春の駅弁まだまだだ」という実際の駅弁の器に宮田独自のメニュー・盛り付けを行うコーナーを持つが、必ずカレーとチーチクが入っている。
2008年11月8日のライブMCにて翌年結婚することが発表され、鉄音アワー202号でウエディングドレスを着たことが報告された。その時の実の母親の感想が『肉はみ出てる』だったらしい。
堂込聖美
鉄女育成スクール出身メンバー。
山本紗由美
鉄女育成スクール出身メンバー。
安井愛
鉄女育成スクール出身メンバー。
佐藤卓夫
初代世界エアトレインチャンピオン。

### 旧メンバー
少覚 一（しょうかく はじめ）
1972年12月18日生、北海道滝川市出身。血液型B型。コーラス、キーボード、髪の毛が薄い人担当（アマチュア初期はベース担当）。土屋と同じ専門学校卒。元・正規メンバー。作曲では中華風のフレーズを得意とする。軍艦マニアで、自らの苗字と同音の空母「翔鶴」をひいきにしている。また、デザイナーの肩書を持ち、CDジャケット・ポスターや公式ウェブサイトなどのデザインも手掛けていたことがある。
「さ行」が上手く発音できないため、『鉄音アワー』では「少覚一のこれだけは言わてて」というコーナーを持つが、ほとんどが放送できない内容のため、たまにしか放送に載らない。
ナカジー
1975年6月9日生、埼玉県出身。本名・中島啓貴（なかじま・ひろき）。エレクトリックギター、顔パフォーマンス担当。元・正規メンバー。京浜急行では車掌DJ担当。レオ☆レンジャーでは3000系。
Dr. 永井（ドクター・ながい）
DJ担当。主に「OUTサイドサイドクダマSIDE」に出演。
相模原 三瓶（さがみはら さんぺい）
パフォーマンス担当。本名 ・三瓶 祐志。劇団ツンドラデパート所属。主に「MOTER MAN SIDE」に出演。
つかさ
パフォーマンス担当。本名 ・加治屋 司。劇団あいしてる!!所属。主に「MOTER MAN SIDE」に出演。
瀬戸サンライズ 牧子（せとサンライズ まきこ）
パフォーマンス担当。主に「MOTER MAN SIDE」に出演。
小谷 佳晃（おたに よしてる）
VJ担当。通称OTN。どちらのスタイルにも出演。本職は株式会社カツミにてIT経営担当。
ブルリン
野月の飼っているインコ。車掌ボイスを習得している。見習いインコにウルクンがいる。テレビ東京系『ペット大集合!ポチたま』にて、野月と共に紹介された。ブルリンをメインに据えた楽曲『MOTER MAN 酉』がある他、いくつかの楽曲では客演を果たしている。
2016年4月に死去。
TJレミア（ティージェイ・レミア）
4月19日生、「不思議の森」出身。2008年5月4日の丸栄百貨店での鉄道模型展から活動を開始した女性新メンバー。Member Project of SUPER BELL"Z加入以前からレミア名義で別バンドのボーカルとして活動していた。自称“不思議の森の住人”。幼少期（本人は“人間”だった頃と発言）は栃木県に住んでいた。かなりの天然キャラで、自分の世界へ暴走することも多々ある。一人称は「レミたん」。絵はうまくないため鉄道ナイトで不思議の森の絵を公開した際に出演者や観客を驚愕させた。『鉄音アワー』で東武東上線沿線在住であると思われる解説がされた。TJの由来は東武東上線のTJライナーから。鉄音アワー249号で公開された本名は“飯田”とのこと。

### ベル君
二階堂 “ベル君” 裕二（にかいどう べるくん ゆうじ）
SUPER BELL"Zの象徴かつバンドマスター（バンマス）であり、バンド名の由来でもあるが、メンバーには数えない。野月とは高校時代の同級生。現在は会社員をしており、ファンの前に姿を見せることはまず無い。ユニークなキャラクターの持ち主で、彼を題材に扱った楽曲もある。
以上メンバーの他にも、宮崎恵子（デビューシングルでは、正規メンバー「ヴォーカル、コーラス 紅一点担当」としてクレジットされた）・MARCO・中村美律子・山本シュウ・グリニス・マーティン・本間秋彦・NOZOMIX・春菜道子・豊岡真澄・南田裕介・S-Flyer桜井（セクシーフライヤーDJさくらい）・横見浩彦（ライブのみ）・ルミルミ・太華・SharLee・向谷実・クリステル・チアリなどがゲストとして楽曲に参加した。
このうち、S-Flyer桜井は北総開発鉄道7000形電車の大ファンである事から、「鉄音アワー」で主に北総鉄道やエアトレイン絡みでよくゲスト出演する。さらに過去に2ヶ月間「乗り鉄」目的で失踪したこともある。また、クリステル・チアリは実際の列車と同様に、英語アナウンス担当として楽曲に多く参加している。

## 鉄女育成スクール
正式なメンバーではないが、SUPER BELL"Z内ではアイドルユニットとして、堂込聖美・山本紗由美・安井 愛と宮田千春・TJレミアで国鉄キハ40系気動車（キハ48）とAKB48をもじった「KIHA48（キハ・フォーティエイト）」を結成し、ベルズの曲やアナウンスを担当している。なお、クリステル・チアリはこのメンバーには該当しない。
うち、堂込、山本、安井はMember Project of SUPER BELL"Zの主力メンバーとなった（安井は2019年に拠点を関西へ戻すが、精力的に活動を続ける）。

## 略歴
- 1992年 - 上京した野月・少覚・A君（・ベル君）で結成。初オリジナル曲は「ケツピチロック」（当初は「SUPER BELL'S」）。後に土屋が加入。
- 1994年 - A君が「グループ内交際禁止」のルールを破って結婚、脱退した（後にこの事件を題材にした「フルスクラッチ」という曲がつくられる）。同じ頃、アマチュアバンド仲間のナカジーと知り合い、共に活動することが多くなる。
- 1998年 - その後も何回かメンバーが入れ替わり、女性ボーカルとして宮田が加入。
- 1999年 - 土屋が脱退し、中島啓貴（ナカジー）が加入したことを機に、「SUPER BELL"Z」として本格的にオーディションを受け始める。そのような中で宮田も脱退し、野月・少覚・ナカジーの体制になった。
- 1999年8月 - 「MOTER MAN」がNACK5のMUSIC CHALLENGERにて月間グランプリを獲得。
- 1999年12月8日 - 東芝EMIより「MOTER MAN（秋葉原〜南浦和）」でメジャーデビュー。
- 1999年12月末 - 公式ウェブサイト開設。
- 2000年9月1日 - 公式ファンクラブ「若獅子会」発足。
- 2000年11月 - 「MOTER MAN（秋葉原〜南浦和）」で第33回全日本有線放送大賞 新人賞を受賞。
- 2001年6月29日 - 『SUPER BELL"Z First Live 2001"MOTOR MAN"』を実施。
- 2002年6月28日 - 『SUPER BELL"Z LIVE 2002 "弱冷房車"』を実施。
- 2003年6月29日 - 『SUPER BELL"Z LIVE 2003 "MOTER MAN 休日ダイヤ"』を実施。
- 2003年7月4日 - 『SUPER BELL"Z LIVE 2003 "MOTER MAN 平日ダイヤ"』を実施。
- 2004年7月17日- 『SUPER BELL"Z LIVE 2004 "第一場内警戒"』を実施。
- 2004年7月18日- 『SUPER BELL"Z LIVE 2004 "第二場内注意"』を実施（2夜連続）。
- 2005年3月 - UP STREAMから独立。
- 2005年10月7日 - 『SUPER BELL"Z LIVE 2005 "回復運転"』を実施。
- 2006年1月 - 固定メンバーからフリーメンバー制に移行。ボーカルの野月貴弘を中心として構成されるバンドとなり、同時にナカジーが脱退。
- 2007年8月11日- 『大鉄道博覧会 SUPER BELL"Z LIVE with 豊岡真澄』を2回公演で実施
- 2007年11月16日 - 『スーパーベルズの鉄道ナイト!!〜見切り発車！出発警戒！ムーンライトでライブしながら鉄音アワー！』を実施。
- 2007年12月28日 - 『年忘れ!?SUPER BELL"Z LIVE 2007』を実施。
- 2008年3月30日 - 『スーパーベルズの鉄道ナイト2!!ライブ×エアトレイン×鉄音アワー フル編成で出発進行!』を実施。
- 2008年5月2日、3日、5日 - 東急百貨店にて「東急東横線80周年記念鉄道フェスティバル」イベント・ライブに出演。
- 2008年5月4日 - 丸栄百貨鉄道模型展のイベントより新メンバーとしてTJレミアが加入。
- 2008年5月8日 - カシオペアの向谷実とのコラボレーションアルバムを発売。
- 2008年9月14日 - 『スーパーベルズの鉄道ナイト3・ロングランスペシャル!! のぞみ東京〜博多間に匹敵の5時間運転! ライブ×エアトレイン×トークのフル編成で出発進行!!』を実施。
- 2008年11月8日 - 『SUPER BELL"Z LIVE 2008「渋谷駅西口 徒歩5分」』を2部構成で実施。
- 2009年1月18日 - 『スーパーベルズの鉄道ナイト4・新年会!!一年の計はカルカルにあり!乾杯×鉄音アワー×鉄道ゼミナール音楽編お披露目で2009年出発進行!!』を実施。
- 2009年5月3日 - 『スーパーベルズの鉄道ナイト5・デビュー10周年記念・ロングランスペシャルで全力投球!! 山手線5周分に匹敵の5時間運転! ライブ×エアトレイン×トークでゴールデンうぃ〜ひっく!!』を実施。
- 2009年7月19日 - 『スーパーベルズの鉄道ナイト6・鉄音アワー200号記念&カルカル2周年記念祝賀会で寿乾杯!!3時間まるごと鉄音アワー公開録音でレアコーナーも臨時復活運転!!』を実施。
- 2009年12月6日 - 『SUPER BELL"Z 10th Anniversary LIVE 2009「旧姓宮田」』を2部構成で実施。
- 2010年1月10日 - 『スーパーベルズの鉄道ナイト7・新年会!! 一年の計はカルカルにあり! 新春いきなりロングランスペシャル!! 5時間の鉄道説法で2010年開運必至!!!』を実施。
- 2010年8月1日 - 『スーパーベルズの鉄道ナイト8・最長運転記録更新! 東京〜名古屋18きっぷ移動（最速プラン）に匹敵の5時間30分運転!! カルカル3周年記念の8月の長い夜♪』を実施。
- 2010年10月3日 - 『スーパーベルズの鉄女育成スクール〜鉄道ナイト9』を実施。会場限定のCDも販売された。
- 2011年1月10日 - 『スーパーベルズの鉄道ナイト10・鉄道賢人あいのり新年会!! ひたちなか海浜鉄道編DVD-BOX発売記念!! 最強アイアンゲスト多数集結・カルカルで2011年の鉄初め!!!』を実施。会場限定のCDも販売された。
- 2011年4月30日 - 『SUPER BELL"Z LIVE 2011「流石隼」』を2部構成で実施。
- 2012年1月8日 - 『スーパーベルズの鉄道ナイト12・テツ新年会であけオメ’12!電源車はスハフ12!!飲もうでカルカル鉄詣!!!』を実施。
- 2012年5月23日 - キングレコードに移籍。同社より、8年ぶりの新作アルバム『MOTOR MAN 2012』を発売。
- 2012年6月17日 - 『SUPER BELL"Z LIVE 2012「The FORTY」』を2部構成で実施。
- 2012年10月21日 - 『スーパーベルズの鉄道ナイト13・DVD「三陸鉄道を36倍楽しむ方法」＆鉄道系アーティスト相互直通コラボCD発売記念』を実施。
会場内でミニライブ「世界電車体操」をクリステル・チアリと一緒に初公開。同時に、コラボCDアルバム「うたって覚えよう！ 〜えいご＆にほんごMIX！・アメリカ50州おぼえうた〜」発売記念イベントとして実施。
- 2013年1月13日 - 『スーパーベルズの鉄道ナイト14 新年会！〜テツ新年会しれっと5年目突入！更に'13新年会にまぎらわしい14回目！テツ騒ぎをZEPPに響かせスハネフ14状態！？飲もうでカルカル鉄詣!!!』を実施。
- 2013年8月4日 - 『スーパーベルズの鉄道ナイト15』を実施。
- 2014年1月12日 - 『スーパーベルズライブ2014＆鉄道ナイト16』を実施。
- 2014年7月20日 - 『スーパーベルズの鉄道ナイト17』を実施。
- 2015年1月12日 - 『スーパーベルズライブ2015＆鉄道ナイト18』を実施。
- 2016年1月10日 - 『スーパーベルズライブ2016＆鉄道ナイト19』を実施。
- 2016年8月27日 - 『スーパーベルズの鉄道ナイト20』を実施。
- 2017年1月14日 - 『スーパーベルズライブ2017＆鉄道ナイト21』を実施。
- 2017年2月 - 野月が久野知美と共にトミーテックのホームサウンドユニットの声優に採用される[2]。しかし、2018年のホームサウンドユニットのリニューアルにより降板した。
- 2017年9月16日 - 『スーパーベルズの鉄道ナイト22』を実施。
- 2018年1月8日 - 『スーパーベルズライブ2018＆鉄道ナイト23』を実施。

## モーターマン
モーターマンは、SUPER BELL"Zが製作している、鉄道の車内放送を曲に合わせて電子音楽にした「車掌DJ曲」に総じて付される題名。元来の意味は「電気機関車運転手（en:motorman）」であるが、ここでの名前の由来は野月貴弘が上京後に住んでいた埼玉県熊谷市でよく通っていた鉄道模型店「ASAMI」の店主が元秩父鉄道の運転士で、その人から「昔は鉄道の制服に「MOTORMAN」の刺繡があった」と聞いたことである。
特にJR東日本（JR EAST）の路線をテーマにした曲は「MOTER MAN」、それ以外の路線をテーマにした曲は「MOTOR MAN」と表記するが、出版物やWEB上では誤植があちこちに見られる。
以下の曲のように、JR東日本とそれ以外の路線を直通運転する場合は"MOTER MAN"となる。
- 「MOTER MAN 終電上野発23:54分」（JR東日本→JR西日本）
- 「MOTER MAN 埼京線 WATERFRONT」（JR東日本→東京臨海高速鉄道りんかい線）

以下の曲については、JR東日本の区間を全く通らないが、なぜか"MOTER MAN"というタイトルが付されている。
- 「MOTER MAN 西武〜秩父鉄道」（西武鉄道→秩父鉄道）

2013年発売のアルバム「MOTOR MAN みちのく」以降に収録されたモーターマンの新曲は、JR東日本・他路線に関わらず曲名は"MOTOR MAN"となっている。
なお、MOTER MANとMOTOR MANをあわせて「MOTO(e)R MAN」（(e)：正確にはOの中にeを書く）と表記することがある。

### 登場路線・列車
楽曲によっては、現在の路線もしくは列車の実態と合わなくなった部分が存在したり（例：急行能登、阪急京都線特急）、本来登場するはずの駅や路線が省略されている場合などもある。なお、太字は鉄子の旅のもの。
- 山手線
  - 全線（秋葉原－外回り－秋葉原－大崎、大崎－内回り－大崎）
  - 秋葉原－内回り－上野
  - 品川－外回り－恵比寿
  - 東京－外回り－恵比寿、新宿－外回り－池袋
- 京浜東北線（快速、普通・赤羽－南浦和および東京－品川）
- 高崎線（快速アーバン・上野－赤羽）、（普通・籠原－渋谷）※快速アーバンの作詞当時、高崎問屋町は存在しない。ただし、リメイク版では追加されている。
- 埼京線（通勤快速および各駅停車・全線（大宮－大崎）および恵比寿－新宿）
- 名鉄名古屋本線（ミュースカイ、普通・神宮前－枇杷島分岐点、新名古屋－枇杷島分岐点、名鉄名古屋－神宮前）
- 名鉄犬山線（ミュースカイ、急行、普通・全線（新名古屋－岩倉（普通→急行へ乗換）－新鵜沼および新鵜沼－名鉄名古屋））※急行とミュースカイにおいて車掌DJへのリクエストのを受け付けをし、布袋駅の案内をロックで行った。料金は350円[3]（ミューチケット{特別車両券}と同額）。ミュースカイでは布袋駅が通過のため、ミュージックホーンをロック調で流した。
- 大阪環状線（外回り全線（天王寺－西九条－大阪－天王寺）および大阪－京橋－天王寺）ゲストとして、中村美律子が乗客役として登場する[4]。ちなみに、環状線の駅のうち野田駅、及び福島駅のみアナウンスされていない。
- JRゆめ咲線（西九条－ユニバーサルシティ）
- 神戸高速鉄道東西線・阪急神戸線（特急・新開地－阪急梅田）※作詞当時は夙川は通過の為出てこない。
- 阪急京都線（特急・全線（阪急梅田－河原町））※作詞の時点において淡路、茨木市は通過のため出てこないが長岡天神、桂は通過駅として紹介されている。
- 西武秩父線・秩父鉄道線（普通・横瀬－長瀞）※本来横瀬はよこぜと読むが間違ってよこせと読んでいる。
- 仙石線（快速うみかぜ2号、特別快速うみかぜ号・全線（石巻－あおば通））※作詞当時、小鶴新田は未開業のため出てこない。リメイク版では追加されている。
- 仙山線（快速仙山号・全線（仙台－山形））
- 利府支線（普通・全線（仙台－岩切－利府））※エアトレインを除いて一番短い曲。
- 京急本線・久里浜線（快特・三崎口－品川および横浜－品川）※京急蒲田-品川間の通過駅のうち、北品川が抜けている（ライブでは修正している事がある）。本来停車駅であるはずの京急川崎に停車した形跡がない。作詞当時、新幹線の品川駅と湘南新宿ライン・みなとみらい線は未開業のため、また金沢八景は通過のため出てこない。ただし「KQVVVF Ver.12」では停車駅に金沢八景が、横浜駅乗換にみなとみらい線が追加されている。
- 中央・総武緩行線（普通・秋葉原－新宿）※飯田橋の乗り換えアナウンスが大江戸線ではなく半蔵門線になっている。
- 中央線快速（青梅特快、各駅停車・新宿－八王子）※国分寺－立川に東境と武蔵国分寺という架空の駅が2つ追加されている。立川の乗り換えアナウンスで多摩都市モノレール線が抜けている。終着の八王子では乗り換えの種別が本来ならば各駅停車か普通であるところを誤って特快と放送している。
- 東海道新幹線（ひかり・全線（新大阪－東京））※作詞当時、新幹線の品川駅とあおなみ線は未開業、浜松駅・静岡駅・小田原駅・新横浜駅は通過のため出てこない。リメイク版の「700系 Mix」ではあおなみ線・浜松駅・静岡駅・新横浜駅・品川駅が、「N700 Mix」ではそれらに加え小田原駅が追加されているが、このうち「700系 Mix」では浜松駅の発車時刻を1時間間違えている。また、両リメイク版とも東京駅の乗り換え案内で長野新幹線が北陸新幹線に変更され、更に上野東京ラインが追加されているが、このうち上野東京ラインの発着番線が本来の7・8番線ではなく山手線外回りと京浜東北線南行が発着する5・6番線になっている。また、実際の乗り換え案内では愛称である上野東京ラインではなく、正式名称の東北・高崎・常磐線で案内される。
- 武蔵野線（普通・新小平－府中本町および新秋津－武蔵浦和）※103系のトンネル内での轟音をメインとした曲なので車掌アナウンスが聞き取りづらい曲になっている。歌詞カードについても、騒音と被る部分については「ガーーー...」としか書かれていない。
- 南武支線（ワンマン・全線（尻手－浜川崎））※作詞当時、小田栄は未開業のため出てこない。
- りんかい線（通勤快速・全線（大崎－新木場））
- 相鉄本線（急行・全線（横浜－海老名））※横浜-二俣川間の通過駅のうち、鶴ヶ峰が抜けている。
- 東北新幹線（はやて・全線（東京－八戸）および古川－新青森）※ロングバージョンでは「面白そうだから」という理由で福島、水沢江刺、北上に臨時停車し、かわりに上野が通過となっている。
- 東北新幹線（はやぶさ・全線（東京－新青森）および東京－仙台）※スーパーグリーン車・グランクラスでの出来事がメイン。
- 秋田新幹線（こまち・スーパーこまち・全線（秋田－盛岡－仙台））※「MOTER MAN 秋田新幹線こまち」では、秋田－大曲は実車にちなんで逆再生での収録となっている。スーパーこまちでは逆再生は無い。また、「MOTOR MAN E6V系 SUPER KOMACHI」は、作詞がE3系引退前のため、E6系が「スーパーこまち」となっている。
- 山形新幹線（つばさ・全線（福島－新庄）および山形－新庄）※本来曲に登場するつばさは119号だが、途中から199号と読んでいる。
- 津軽海峡線・北海道新幹線（海峡線・青函トンネル区間）
- 札幌市営地下鉄東西線（全線（宮の沢－新さっぽろ））
- 札幌市営地下鉄南北線（全線（麻生－真駒内）および大通－真駒内）
- 札幌市営地下鉄東豊線（さっぽろ－大通）
- 江ノ島電鉄線（全線（藤沢－鎌倉））
- 陸羽東線（快速湯けむり号・全線（新庄－小牛田））
- 京葉線・内房線（楽曲に登場するのは京葉線の区間のみ、通勤快速・東京－蘇我）※作詞当時、新木場と、浜野は通過の為出てこない。また、八丁堀の乗り換えアナウンスが日比谷線ではなく有楽町線になっている。
- 東急東横線・横浜高速鉄道みなとみらい線（特急・全線（渋谷－横浜－元町・中華街））
- 名鉄常滑線・空港線（ミュースカイ・全線（神宮前－常滑－中部国際空港））
- 名古屋市営地下鉄名城線（右回り全線（大曽根－名古屋大学－（当時工事中・ただし、曲中では電車に掘削機を連結させ、この部分を無理やり開通させている。）－新瑞橋－大曽根））
- 南部縦貫鉄道 (全線(野辺地-七戸))※廃止路線
- 富士急行(フジサン特急・全線(大月-河口湖))
- 上信電鉄(全線高崎-下仁田)
- 秩父鉄道(急行・熊谷から乗り換えで各駅停車(三峰口-熊谷-羽生))※作詞当時、影森は通過のため、ふかや花園・ソシオ流通センターは未開業のため出てこない。
- ゆりかもめ(全線新橋-豊洲)
- 箱根登山鉄道 (全線(箱根湯本-強羅))※出山信号場から上大平台信号場間はスイッチバックによる逆再生。
- 急行能登（上野－富山）※2010年3月14日のJRダイヤ改正で定期運行から撤退
- 快速ムーンライトながら（東京－大垣）※2009年3月13日までの373系による定期運転時のもの。深夜帯も含め、すべての停車駅について案内放送あり。
- 磐越西線 ※東日本大震災の影響で迂回運転を行った石油輸送列車が題材。
- 近江鉄道本線(豊郷-高宮)
- 北陸新幹線 (全線(東京－金沢)) ※発表当時長野－金沢間は未開業
- 阪急宝塚線（急行・蛍池－十三）
- 特急スーパー北斗(函館-長万部)
- 函館本線(長万部-札幌)
- 久留里線（木更津-上総亀山）
- 土讃線（高知-坪尻）
- 肥薩線（特急いさぶろう）（人吉-真幸）
- 長野電鉄屋代線（全線）・長野線（須坂-湯田中）※うち、屋代線は廃止された。
- 中央本線（岡谷-辰野）・飯田線（全線）
- 室蘭本線,千歳線（寝台特急北斗星）、函館本線,石北本線（特急オホーツク）,ふるさと銀河線
- 阿武隈急行線（あぶくま-槻木）・東北本線（槻木-仙台）
- 上越線（土合-湯檜曽）
- 信越本線（青海川-鯨波）
- 北陸本線（筒石駅）
- 大都市近郊区間（東京近郊区間・大阪近郊区間）内の各路線（大回り乗車）

## 鉄道戦隊 レオ☆レンジャー
『鉄道戦隊 レオ☆レンジャー』（てつどうせんたい レオレンジャー）は、2003年にSUPER BELL"Zが「西武電車フェスタ」に初めて参加することに合わせて誕生した、西武鉄道の車両を戦隊ヒーローに例えた彼らのオリジナルキャラクター。
西武鉄道かわら版2004年2月号にはこれに関連してインタビューが載せられた。
その後のライブや鉄道イベントでも、ヒーローショーのようなレオ☆レンジャーの劇が度々行われており、派生キャラクターとなる「鉄道ヒーロー」が多数登場している。

### 主な登場キャラクター
一度限りの登場キャラクターも増えてきたため、複数回登場した主要なキャラクターを中心に記述する。

#### レオ☆レンジャーとその仲間
鉄道戦隊レオ☆レンジャー
鉄道ヒーローの中で最初に登場した西武鉄道のヒーロー。下記のほか、2代目の青の戦士であるスマイルブルー（西武30000系電車）、追加メンバーのキカンシャピンク（西武E851形電気機関車）やブラックタンク（タキ1900形貨車）、巨大兵器のレオ☆レンジャーロボなどがいる。
レッドアロー
レオ☆レンジャーのリーダーで、西武10000系電車がモデル。SUPER BELL"Zのフリーメンバー制移行前は専らメンバーの野月が扮していた。2008年のとしまえん鉄道フェスタ2008にてネオレオ☆レンジャーとなってからは、なぜか突然女性となった。
フツウイエロー
レオ☆レンジャーのメンバーで、西武3000系電車がモデル。フリーメンバー制移行前は当時の正規メンバーである中島（ナカジー）が演じており、声も中島本人があてていた。2008年のとしまえん鉄道フェスタ2008では久々に登場。レッドアロー曰くネオレオ☆レンジャーになってからは天然キャラから誠実なキャラに変わったとしている。
アルミブルー
レオ☆レンジャーのメンバーで、西武20000系電車がモデル。フリーメンバー制移行前は当時の正規メンバーである少覚が演じていた。女性キャラクターであるため、声優は少覚本人ではなく、NOZOMIXという女性が務めていた。
軌道刑事ツクバン（きどうけいじ-）
首都圏新都市鉄道TX-2000系電車とメタルヒーローをモデルとした、つくばエクスプレス線のヒーロー。2005年の西武電車フェスタで初登場した。活躍の場がつくばエクスプレス線であるため、得意技は「交直切替」。これを使い、“直流空間（直流電化区間）”と“交流空間（交流電化区間）”の両方で戦える。攻撃時の掛け声は「T・X!!」。2005年10月のライブでは『電車男』のパロディで電車オタクが変身していた。
展望超人パノラママン（てんぼうちょうじん-）/パノラマガール
名鉄7000系電車をモデルとした、名鉄線のヒーロー。2006年の名古屋・広小路夏まつり2006で初登場した。必殺技は「パノラマパンチ」「ミュージックホーン」。名古屋の「超人連盟」に所属する。仲間に空港超人ミュースカイン（名鉄2000系電車）がいて、彼と連結し力を合わせることで「ミュージックホーン・アンサンブルモード」という技を使うこともできる。2008年の丸栄百貨店でのイベントでは、更新改造によってパノラマガールという女性キャラクターとなった。
スケバンデハ
東急5200系電車と『スケバン刑事』をモデルとした、東急線の女性ヒーロー。2005年10月に開催されたライブで初登場した。登場当初は『電車男』のパロディで、電車オタクが「メーテル」と呼んで憧れる女性が変身していた。東急のマークが入ったヨーヨーが武器である。2007年8月に開催されたライブでは、つくばエクスプレスで守谷から通っていたメイド喫茶のメイドが、あるとき突然東急の力を手に入れ、2代目スケバンデハとなった。この時以降は豊岡真澄が扮した。変身後の姿はその名の通り、『スケバン刑事II 少女鉄仮面伝説』のパロディである。

#### 敵キャラクター
下記のほか、CDのみ登場の泥棒怪人スリラーや、ゲスト的人物の扮したベル将軍（ベル君）、女怪人シャハーン（木村裕子）といったキャラクターもいる。
グモラー
レオ☆レンジャーが活躍する西武鉄道を“悪の運行障害”で運休にさせようと企む、悪の組織「湘南電車」の親分。レオ☆レンジャーの宿敵だけに登場回数は多く、下記のジョーバンや北海道のヒーローレッド・ベア（JR貨物DF200形ディーゼル機関車）と手を組んでレオ☆レンジャーやツクバンを倒さんとしたこともある。なお「グモ」とは、2ちゃんねる用語で鉄道・バスの人身事故の意味（鉄道用語では「まぐろ」と呼ばれる）。
テツスキー
グモラーの配下の鉄道マニア怪人。その名の通り鉄道好きで常に鉄道関連の書物を片手にしており、乗客に豊富な鉄道の知識をぶつけ困らせる。グモラーと同じく頻繁に登場するキャラクターの一人で、痴漢怪人ケツスキーに変装したり、野月の歌の力を得てテツスキスキーにパワーアップしたりしてヒーローたちを苦しめたこともある。胴体が蒸気機関車の動輪のようなデザインになっている。
ジョーバン
JR東日本E531系電車がモデルの、ツクバンの宿敵。2005年10月に開催されたライブで初登場した。実車が走る常磐線と競合するつくばエクスプレスとの関係の如く、ツクバンを敵視している。しかし敵の怪人により全滅しかけたヒーローたちを助けるため、ツクバンやパノラママンに味方したこともある。
トーカイン
パノラママンの宿敵。中京地区で名鉄と競合するJR東海の象徴のようなキャラクターで、鉄道車両モチーフではなく黒マントを羽織った乗務員風の姿。2006年の名古屋・広小路夏まつり2006で初登場した。「新幹線ブレード300系」などの新幹線技を得意とし、手下に上述の怪人シャハーンがいる。なぜか新幹線ブレードには500系もあり、500系はJR西日本であることをパノラママンに突っ込まれているが、「あそこのエリア（山陽新幹線）も既に東海のものだ」と豪語している。

## エアトレイン
ネットラジオ「鉄音アワー」から生まれた言葉。これは電車の音を口で忠実にものまねしていくコーナーで、鉄音アワー放送開始1周年記念として始まった企画。採用されると景品としてパスケースや携帯ストラップが贈られる。2007年6月20日にCDを発売。また、2008年10月8日には2枚目のCDを発売した。
SUPER BELL"Zが参加する各種イベントでは、一般参加型の「エアトレイン大会」が行われることがある。この様子はテレビ朝日系列の番組『ナニコレ珍百景』で取り上げられたこともある。
ちなみに野月の得意なエアトレインは「真空吸引式トイレを流した時の音」で、鉄音アワー68回目で披露し、土屋と桜井の大爆笑を誘った。
そしてついには、鉄音アワー198回目で土屋が「E233系近郊型の真空吸引式トイレの流したときの音」を披露し、桜井にいたっては「近鉄22600系Aceのトイレのウォシュレットの音」を披露した。この桜井の作品に対して、野月は「最低のエアトレインだ」、土屋は「下品極まりない」という感想を語った。さらに「ウォシュレットの音を録る時、用を足しながら股の間にICレコーダーを入れて録った」という桜井の発言に対し、土屋は「変態の鑑だ」というコメントを残した。
これに似たものとして、野月と土屋の間で少覚の喋りのマネをする「エア少覚」、横見浩彦のマネをする「エア横見」、南田裕介のマネをする「エア南田」、久野知美のマネをする「エア久野」もある。

## 活動

### 音楽

#### ディスコグラフィ

##### シングル・マキシシングル
1. MOTER MAN (秋葉原〜南浦和)（1999年12月8日） - デビューシングル。
2. 老・ラッパー（2000年9月13日） - 表題曲のみを収録。
3. MOTO(e)R MAN Vol.3 仙台編&京浜急行（2001年2月21日） - 仙台圏の路線をモチーフとした楽曲3曲および、京浜急行を扱った楽曲を収録。本盤収録の「MOTOR MAN 京浜急行VVVF」はくるりの「赤い電車」と共に事実上同社のイメージソングとなっており、発売後しばらくの間PVが同社の品川・横浜・上大岡駅構内のモニター「メディアルトラン」にて放送されたほか、同社関係のイベントで流されることも多い（ただし実際の快特品川行の車内で放送されたことはない）。
4. Formula Man（2001年8月29日） - F1をモチーフにした楽曲を4曲収録。
5. MOTO(e)R MAN 中央線/新幹線ひかり（2002年1月30日） - 表題曲2曲の他、南武支線および武蔵野線をモチーフとした楽曲2曲を収録。
6. 鉄道戦隊 レオ☆レンジャー（2003年12月17日 CCCD） - 「鐡道ヒーローシリーズ」の原点となるシングル。「オレは西武特急 レッドアロー」「出動！レオ☆レンジャー」を表題曲とし、Radio Editおよびカラオケ版も収録。
7. かいじ101号（2004年9月29日 CCCD） - アルバム「MOTO(e)R MANでGO!」からのリカットシングル。「あずさ2号」のアンサーソングと銘打たれ、ジャケットは同曲のシングルを模し、c/wには「あずさ2号」のカバーも収録。
8. 軌道刑事ツクバン（2006年3月22日） - iTunes Music Storeにて配信。当初は配信限定の予定だったが、ベスト・アルバム「The Very Best of MOTO(e)R MAN Vol.2」でCD化。

##### アルバム
- MOTO(e)R MAN（2000年2月23日） - デビューシングルに収録された2曲の他、「MOTER MAN III "GROOVE DOOR"」、および名鉄犬山線普通犬山行き（名古屋～岩倉）編・急行新鵜沼行き（岩倉～新鵜沼）編を収録。
- MOTO(e)R MAN Vol.2 大阪編＆上野発最終便（2000年7月19日） - 関西圏の路線をモチーフとした楽曲3曲の他、夜行急行能登号、および秩父鉄道をモチーフとした楽曲をそれぞれ収録。歌詞カードは鉄道模型の説明書を意識したデザインとなっている。
- スーパーベルズファン（2000年10月25日） - 非鉄道系だが、CDジャケットは『鉄道ファン』のパロディ。「エアクルウ」・「フルスクラッチ」・「チャルメラおじさんの奇妙な冒険」（明星食品チャルメラCM「チャルメランナー」篇イメージソング）他を収録。
- MOTER MAN 山手線 "Loop Complete!"（2002年3月27日） - 山手線へのE231系投入に先駆けて発売。山手線の各駅・各区間をモチーフとした楽曲がノンストップ形式で収録されている。
- MOTO(e)R MAN はやて&埼京線WATER FRONT（2002年11月30日） - 東北新幹線の八戸延伸開業に先駆けて発売。「MOTOR MAN SOTETSU!!」（TVKテレビ「YOKOHAMAちけってぃ」オープニングテーマ）収録。
- MOTO(e)R MAN 江ノ電&陸羽東線（2003年6月25日 CCCD） - タイトルはモーターマンであるが、戦艦のプラモデルをテーマとした楽曲「ウォーターライン」を収録。
- MOTO(e)R MANでGO!（2004年6月23日 CCCD） - タイトー社と鉄道専門誌『鉄道ファン』との共同企画によるアルバム。「MOTO(e)R MANでGO!」（タイトー「電車でGO!FINAL」エンディングテーマ）収録。
- The Very Best Of MOTO(e)R MAN（2005年6月15日 CCCD） - 新曲3曲を含むベスト・アルバム。収録曲は、ファンによるWEB投票結果とメンバーによる選曲とで構成。
- The Very Best Of MOTO(e)R MAN Vol.2（2007年5月9日） - このCDで「軌道刑事ツクバン」がCD化を果たす。
- MOTO(e)R MAN 鉄子の旅（2007年10月24日） - アニメ『鉄子の旅』のOP「なんかアリかもね」・ED「大いなる旅路」の他、アニメの各話のBGMをアレンジしたご当地イメージソング13曲を収録したアルバム。「MOTER MAN（秋葉原〜南浦和）」とほぼ同時期に製作された「鉄路にさよならを」を初CD化。この曲は最も評価が高く、人気の曲となった。
- 東横特急（2008年5月8日） - カシオペアの向谷実とのコラボレーションアルバム。東急東横線開業80周年を記念して発売。SUPER BELL"Zの初期の曲である「Bass Man」が編曲された上で初CD化した。
- 鉄道ゼミナール音楽編（2009年1月22日） - 向谷実とのコラボアルバム第二弾。ニンテンドーDSゲームソフト『鉄道ゼミナール大手私鉄編』と同時発売された。このCDでカシオペアの未発表曲、Train Simulator、Railfanシリーズの一部の楽曲ならびにSUPER BELL"Zの「パノラマフェニックス〜展望超人パノラマガールのテーマ〜」が初CD化された。
- MOTORMAN ElectroMix!!! ～10th Anniversary（2009年12月2日） - メジャーデビュー10周年を記念したリミックスアルバム。スーパーベルズの歴代の楽曲が、外部の作曲家によりエレクトロを始めとしたダンスミュージックとしてリミックスされて収録されている。
- MOTO(e)R MAN はやぶさ 〜The Very Best Vol.3 (2011年3月9日) - 東北新幹線新青森延伸開業と同列車名のE5系・はやぶさ号のイメージソングを販売。この他に、ライブ会場等で限定販売だった南部縦貫鉄道「南部縦貫鉄道〜2007・再会」や富士急行「富士山LTD.EXP.」箱根登山鉄道「Hakone Hillclimb」等が完全版として編曲された上で収録されている。
- MOTOR MAN 2012　(2012年5月23日) - MOTOR MANシリーズとしての新譜曲は8年ぶりのニューアルバム。中央本線三部作の最終章である「しなの 3号」。リニア新幹線をモチーフにした作品、「MOTOR MAN　MAGLEV」をはじめ、架空の鉄道「MOTOR MAN RUSH HOUR 07:55〜コンドルライン大杉線〜」とライブ会場等で限定販売だった秩父鉄道や上信電鉄、ゆりかもめが完全版として編曲された上で収録されている。なお、このアルバムから販売元がキングレコードに変更されている。
- MOTOR MAN みちのく (2013年2月6日) - 東北地方の復興を応援するアルバムであり、デビュー曲のリメイク版である「MOTOR MAN E231（秋葉原〜南浦和）」以外は全て東北地方の路線を題材としている。新曲6曲と再録曲2曲を収録。ライブ専用曲であった「TETSUMO」が三陸鉄道応援ソング「三陸TETSUMO」としてリメイクされて収録されている。
- MOTOR MAN Hybrid　(2013年12月4日) - 鉄道路線・車両から駅、バスにわたるハイブリッドなテーマで構成。これまでの電車体操に朝の通勤時間帯の湘南新宿ラインをイメージされた電車体操として、「通勤電車体操 〜湘南新宿エクササイズ〜」を収録。また、乗り物系で初めて東急バスを題材にしたバスDJ曲「 次とまります 〜ストップ・リクエスト〜」を収録。
- MOTOR MAN 2015 (2014年12月10日) - デビュー15周年記念アルバム。歴代モーターマンシリーズを乗り継ぐメドレー「MOTOR MAN 15th MEDLEY」や、ユニクロ御徒町店のオープン記念CMソング「MOTOR MAN ユニクロ御徒町」などを収録。
- MOTOR MAN 時刻表 (2015年10月7日) - 「JTB時刻表」とコラボし、時刻表自体をモチーフとしたアルバム。ジャケット表面だけでなく、歌詞カードも時刻表を思わせるデザインとなっている。時刻表の営業案内ページをモチーフとした各曲の他、鉄道模型店ポポンデッタをテーマとした「ポポンデッタ・レインボー」、スーパーベルズ初期の曲「confidence」をアレンジした「Time Time Table」を収録。なお、アルバムの名称は「MOTOR MAN」であるが、「MOTO(e)R MAN」の名を冠した楽曲は収録されていない。
- MOTOR MAN 2017 (2016年10月19日) - 様々な鉄道車両をモチーフとしたアルバム。北海道新幹線開業をテーマにした2曲の他、鉄道模型ブランドTOMIXをテーマとした楽曲を収録。SLの音源に大井川鐵道、イベント列車の運行に上毛電気鉄道が協力として名を連ねている。
- MOTOR MAN '18 (2017年10月11日) - 青春18きっぷをモチーフとしたアルバム。同テーマの「MOTOR MAN 18キッパー」を冠する5曲の他、TOMIXやサントリーに提供した曲等を収録。ゲストとして立川真司、『JTB時刻表』編集長の大内学、歌謡グループはやぶさが参加。
- MOTOR MAN SUPER BEST（2018年7月18日） - CD2枚組、合計35曲を収録したベストアルバム。このアルバムはユニバーサルミュージックからの販売であり、前身である東芝EMI時代の楽曲が網羅されている。なお、一部の楽曲は車内メロディ等の音源が差し替えられている。
- MOTOR MAN 20 ～20th Anniversary～（2019年3月27日） - デビュー20周年記念アルバム。MOTOR MANシリーズや体操シリーズなど、全9曲を収録。ライブ限定曲であった「Travel from track1 ～保線野郎の恋～」「メンビエント」がリマスター収録されたほか、デビュー前に制作された「Come Clean」が初めて収録された。
- MOTOR MAN 鉄音（2020年3月18日） - 様々な鉄道の音に注目したアルバム。楽曲に使用された鉄道音源も「鉄音コンサート」として収録されている。冒頭曲「MOTOR MAN Green-signal」は、野月がMCを務めるNHKラジオ第1放送『鉄旅・音旅 出発進行! 音で楽しむ鉄道旅』のテーマ曲。デビュー前に制作された初のオリジナル楽曲「ケツピチロック」も収録された。

##### その他のCD
- Dancemania Bass #7（2000年7月19日） - ダンスコンピレーションアルバム。SUPER BELL"Zが出したCDではないが、「MOTER MAN（秋葉原〜南浦和）」のリミックスが収録されている。このバージョンは本盤でのみ聴ける。
- エアトレイン（2007年6月20日） - エアトレインの項を参照。「鉄音アワー」視聴者から投稿されたエアトレインの他、エアトレインをフィーチャーしたオリジナル楽曲を2曲収録。公式のディスコグラフィーでは、アルバム扱いとなっている。
- エアトレイン2（2008年10月8日） - 前作と同様にエアトレインをメインに収録し、オリジナル楽曲を3曲収録。
- 南部縦貫鉄道線イメージソング（非売品） - アルバム「MOTO(e)R MAN 鉄子の旅」にanimate.tv通信販売限定で付属する特典CD。収録曲は「MOTOR MAN 南部縦貫鉄道〜2007・再会」の1曲。後のアルバムで再収録された。
- MOTOR MAN Limited Edition series 1（2010年10月3日） - 同日開催の「鉄道ナイト9」にて会場限定販売された。CD化されていなかった楽曲3曲（1. MOTOR MAN Hakone Hillclimb、2. MOTOR MAN 富士山LTD. EXP.、3. Understand）をCD-Rに収録している。1,000円。
- MOTOR MAN Limited Edition series 2（2011年1月10日） - 同日開催の「鉄道ナイト10」にて会場限定販売された。新曲の未完成版とCD化されていなかった楽曲を併せて（1. MOTERMAN はやぶさ 900番台プロトMix、2. MOTERMAN はやぶさ (Instrumental)、3. ASIAN TURN）CD-Rに収録している。1,000円。
- 電クラ3 〜線路は続くよどこまでも〜（杉ちゃん&鉄平、2011年6月29日） - 7曲目「ハレルヤ・ハコダテ」の駅アナウンスとして参加。
- MOTOR MAN Limited Edition series 3（2012年1月8日） - 同日開催の「鉄道ナイト12」にて会場限定販売された。イベント限定曲である楽曲2曲(1.電車体操LEmix　2.電車体操　第二・名古屋mix)　とCD化されていなかった楽曲3曲(3.MOTOR MAN joshih demo mix 4.MOTOR MAN 熊〜熊ChiCihBu demo mix  5.MOTOR MAN YURI KAMOME demo mix )をCD-Rに収録している。
- うたって覚えよう！ えいご＆にほんごMIX、アメリカ50州おぼえうた（2012年10月10日） - 「電車体操」の英語版である「世界電車体操」が収録されている。なお、この楽曲は後にアルバム『MOTOR MAN Hybrid』に再録された。
- スギテツ presents 走れ!夢の超特急楽団～Super Express 50th Anniversary Album（スギテツ、2014年10月1日） - 3曲目「新幹線上のアリア～東海道・こだま編～」に車掌DJとして参加。また、「MOTOR MAN 新幹線ひかり300系Mix」のリメイク版である「MOTOR MAN ひかり 700系Mix」が収録されている。
- MOTOR MAN Limited Edition series 5（2018年1月8日） - 同日開催の「鉄道ナイト23」にて会場限定販売された。過去の鉄道ナイトにて披露された鉄道ヒーローショーの音源7公演分がCD-Rに収録されている。1,000円。
- エアトレインNEXT（2018年10月10日） - キングレコードからは初めての発売となるエアトレインのアルバム。エアトレインの新作と過去作のエアトレインを織り交ぜて収録。楽曲も新曲1曲のほか、過去作に収録された楽曲をリマスター収録している。

##### ビデオ・DVD
- アイアンテクノ（仮）（2002年6月26日） - （仮）と付いているが、正式タイトルである。ライブ映像やトークが中心だが、「MOTOR MAN 京浜急行VVVF」PVも部分収録。このタイトルに関してはビデオ版も発売。
- 実写版! 鉄道戦隊レオ☆レンジャー（2004年3月31日） - 「俺は西武特急レッドアロー」PVを収録。DVDのみ発売。

#### カバー・アレンジした曲
- 青い空に歌おうよ - 東芝EMI社歌
- あずさ2号 - オリジナルは狩人
- 大いなる旅路 - オリジナルは小椋佳

#### 主題歌などに用いられた曲
- なんかアリかもね - アニメ『鉄子の旅』オープニング
- 大いなる旅路 - アニメ『鉄子の旅』エンディング
- チャルメラおじさんの奇妙な冒険 - 明星食品『チャルメラ』CMソング
- MOTER MAN SOTETSU!! - TVKテレビ『YOKOHAMAちけってぃ』オープニング
- MOT(e)R MANでGO! - ゲーム『電車でGO! FINAL』エンディング
- MOTOR MAN 京浜急行VVVF - ドラマ『特急田中3号』挿入歌
- オレは西武特急レッドアロー - ドラマ『特急田中3号』挿入歌
- MINAMIDAがいっぱい - テレ朝チャンネル『拝啓!!鉄道人』テーマソング
- MOTOR MAN ユニクロ御徒町 - ユニクロ御徒町店CM・オープン記念ソング
- MOTOR MAN Green-signal - NHKラジオ第1放送『鉄旅・音旅 出発進行! 音で楽しむ鉄道旅』テーマソング
- その他、アニメ『鉄子の旅』・ゲーム『鉄道ゼミナール大手私鉄編』にてイメージソングを担当。

#### ライブ
ワンマンライブ・オムニバスライブの他、鉄道関係のイベントなどでミニライブが実施される。
各曲におけるステージのパフォーマンスは非常に濃い。 アマチュア時代の楽曲を始め、社会を騒がせた“時の人”を風刺する様々な楽曲、宇多田ヒカルの父から抗議が来たという「ヒカル東芝」（東芝の企業イメージソング「光る東芝の歌」の替え歌）のように、諸事情でCD化が出来ない曲もライブで披露されることがある。また、ライブならではのオリジナルアレンジやアドリブが施されることも多く、例えば2005年10月のライブでは、「東北新幹線はやて最速Mix」と「青函トンネル zone 539」を繋ぎ合わせた「東北新幹線はやて新函館行Mix」、「あずさ2号」と「かいじ101号」を繋ぎ合わせたMix（あずさに乗り遅れたために仕方なくかいじに乗るという設定）が披露された。2010年代以降の年頭ライブにおいては、前年に世を騒がせた諸問題・諸事件のネタを織り込んだ「謝罪ストレッチ」が演奏されることが定番となっている。

#### スーパーベルズの鉄道ナイト
2007年からTOKYO CULTURE CULTURE（ニフティが運営するイベントスペース）で開催されているイベント。鉄道関連のゲストを多数招き、ライブやエアトレイン大会の他、鉄道に関する様々な話題のトークを行う。このイベント限定のグッズも販売される。イベントの様子の一部は鉄音アワーや鉄道チャンネルなどでも放送されることがある。
なお、年明け最初の鉄道ナイトでは「宮田千春の駅弁まだまだだ」、および野月らが年始に行った鉄道旅行の報告「正月乗り鉄」のコーナーが行われることが恒例になっている。

### その他の活動

#### テレビ
- 「拝啓!!鉄道人」（テレ朝チャンネル）ゲスト出演
- 「鉄道モノ談義」（MONDO21、2009年4月 - 10月） - 野月のみ
- 「鉄道ジオラマ王国建設計画」（MONDO21、2009年10月 - 12月） - 野月、土屋のみ
- 「芸能界鉄道研究会 鉄研」（中京テレビ、2009年12月25日、2010年1月8日） - 野月のみ
- 「熱中時間」鉄分補給スペシャル（NHK BS2、2007年、2008年） - 野月のみ
- 「鉄音アワーTV」 （鉄道チャンネル、2011年8月 - 2013年） - 野月のみ
- 「野月貴弘の鉄道ジオラマ帝国」（鉄道チャンネル、2012年1月1日） - 野月のみ
- 「向谷鉄道倶楽部」（フジテレビNEXT、#2、#3）ゲスト出演 - 野月のみ
- 鉄道伝説スペシャル (BSフジ) - 野月のみ
  - さようなら時代を彩った鉄道たち -カシオペア、白鳥、キハ40・・・- (2016年4月23日)
  - 海外で第二の人生を送る日本の名車両 (2018年10月14日)
  - -平成から新時代へ-引退と誕生2019 (2019年4月14日)
  - 決定!歴史を駆け抜けた日本の鉄道車両ベスト30 (2019年10月13日)[6]
  - 時代を走る鉄道たち2020春 (2020年4月26日)[7]

※この他にアニメ版鉄子の旅とRAIL WARS! -日本國有鉄道公安隊-では鉄道効果やアナウンスを担当している。

#### ラジオ
- 「テクノポッポ」（NACK5、2000年4月 - 2001年3月：毎週木曜21:40頃 - ）（放送終了）
- 「鉄音アワー」（ネットラジオ）　（@nifty、ポッドキャスティング･ジュース　2005年10月 - ：週一回・水曜日配信）
- 「ネプチューンのallnightnippon SUPER!」（ニッポン放送系）

番組で「MOTER MAN（秋葉原〜南浦和）」が取り上げられる。他にもネプチューンの3人の声が入ったジングルが作られたり、当時のニッポン放送の夜の番組の番宣スポットも多数作られた。
- 「ビュッフェ131」（NHKラジオ第1放送系、2006年頃 - 2008年3月頃）※不定期出演
- 「つながるラジオ 金曜旅倶楽部〜鉄道とっておき話」（NHKラジオ第1放送、2008年4月 - ）※月イチレギュラー出演
- 「鉄旅・音旅 出発進行! 音で楽しむ鉄道旅」（NHKラジオ第1放送、2019年10月 - ）※司会

#### 書籍
- 野月貴弘 『MOTO(e)R MAN』 勁文社、2000年、221頁。ISBN 4-7669-3450-4

## 公式グッズ
野月貴弘が作り上げたSUPER BELL"Zの公式グッズ。ブランド名は「しびれ」で、土屋が鉄音アワーにて命名した。
- 商品はVVVF・DMH17Tシャツ、パーカーやつり革形のピアス、模型のカプラーを用いたネックレスなどがある。これらはライブや鉄道イベントで野月らが登場する時のみ発売される。特にVVVFTシャツは人気が高く、GTOタイプはほぼ入手困難となっている。（IGBTタイプも徐々に品薄状態になっている。）

なお、これらの商品は「鉄ホビ・ダイレクト」の通販でも購入が可能となった。
- イベント毎に、鉄道切符型のキーホルダーが販売されることがあり、会場の近くを走る鉄道会社の切符を模した形で販売され、会場内で限定販売される。